# Giuseppe Biancani

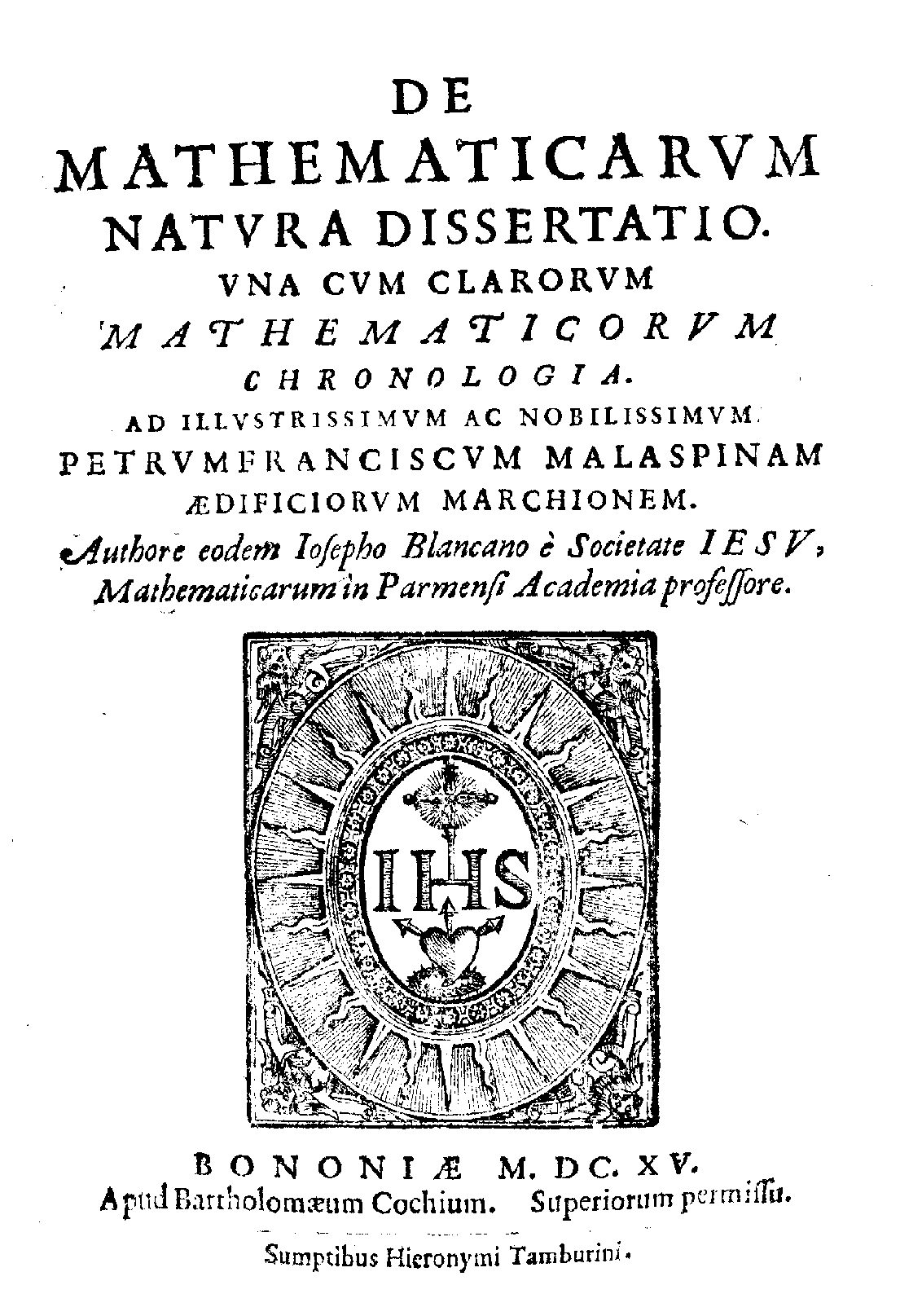
De mathematicarum natura dissertatio, Bolonia, 1615, página de título.

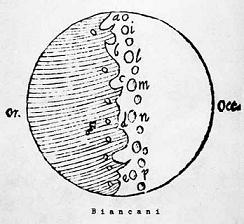
Mapa de Biancani de la Luna, mostrando solo 15 cráteres estilizados, ninguno de los cuales es claramente reconocible o identificable como un cráter real.

Giuseppe Biancani (en latín, Josephus Blancanus) (1566-1624) fue un jesuita italiano, astrónomo, matemático, y selenógrafo. En su obra Sphaera mundi, analiza las ideas de Copérnico, Kepler y Galileo; pasándolas por el filtro de la visión aristotélica todavía imperante por entonces.

## Semblanza
Nació en Bolonia. En su libro titulado Aristotelis loca mathematica ex universis ipsius operibus collecta et explicata, (publicado en Bolonia en 1615) Biancani discute el pensamiento aristotélico acerca de los cuerpos flotantes. El trabajo fue censurado por otro jesuita, el revisor Giovanni Camerota, quien escribió al respecto que "no parece apropiado o útil como libro de nuestros miembros por contener las ideas de Galileo Galilei, especialmente cuando son contrarias a las de Aristóteles."
Sphaera mundi

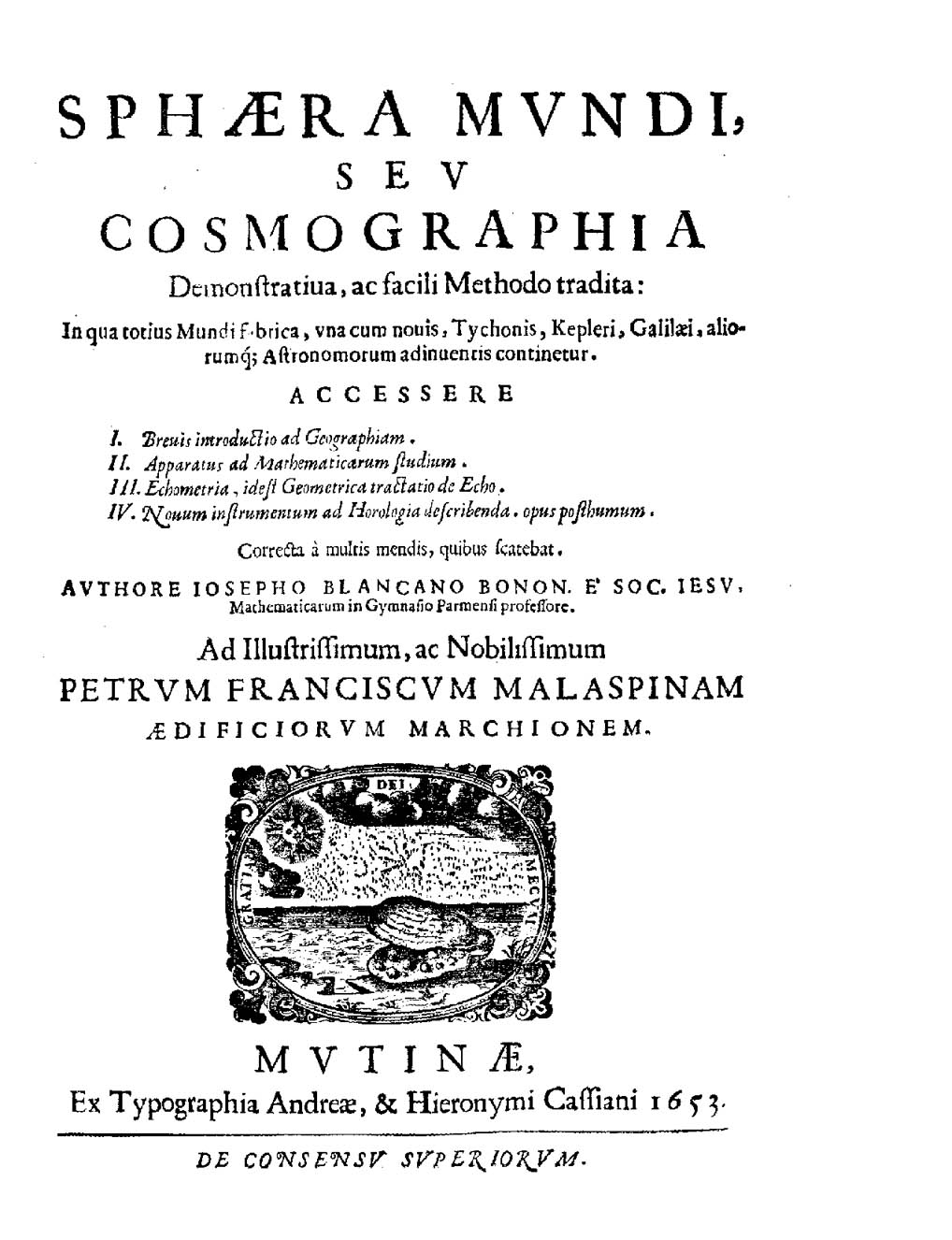
Sphaera mundi, seu Cosmographia demonstrativa, 1653

Biancani escribió su Sphaera mundi, seu cosmographia demonstrativa, ac facili methodo tradita en 1615. Sin embargo, no fue publicado hasta 1619 en Bolonia, después del Decreto del Index librorum prohibitorum de 1616.
En su Sphaera mundi, Biancani exponía su creencia de que Dios había hecho la tierra como un mundo simétrico perfecto: la montaña más alta encima de la tierra tenía su equivalente proporcional en la profundidad más baja del océano.
La tierra original emergió en el tercer día del mito de la creación como una esfera perfectamente lisa, razonaba Biancani. Si no por la mano de Dios, la "ley natural" habría modelado la tierra para quedar con aquella forma. Biancani opinaba que Dios había creado las profundidades del mar y formó las montañas de la Tierra.
Además, si se dejase operar a la "ley natural," la tierra sería consumida por el agua, a imitación de como fue creada, y la mano de Dios intervendría para que la tierra fuese destruida enteramente por el fuego.
Este trabajo también incluye un resumen de los descubrimientos hechos con el telescopio por Tycho Brahe, Johannes Kepler, Galileo, Copérnico, y otros. La censura del trabajo anterior de Biancani afectó a la manera en que escribió el Sphaera mundi. Por ejemplo, Biancani afirma en el libro que: "Pero esta opinión [el heliocentrismo] es falsa" durante su análisis de las teorías de Copérnico y Kepler, "y tendría que ser rechazada (incluso aunque esté establecida por argumentos y pruebas mejores), y no obstante ha de devenir mucho más segura en nuestros días cuando ha sido condenada por la autoridad de la Iglesia por ser tan contraria a las Sagradas Escrituras." (Sphaera, IV, 37).
El trabajo también trata sobre el fenómeno natural del eco y sobre los relojes de sol, e incluye un esquema de la luna. El mapa de Giuseppe Biancani no fue dibujado de acuerdo con las nuevas ideas de Copérnico, recalando en la cosmología geocéntrica tradicional y en el soporte aristotélico.  Biancani discrepó de Galileo, quien creyó en la existencia de montañas lunares.  En una carta de 1611 a Christoph Grienberger (cuyo nombre es recordado por el cráter lunar Gruemberger), Biancani escribió acerca de su "certeza de que no podía haber montañas en la Luna".
Biancani opinaba que el sistema Copernicano era de opinionem falsam... ac rejeciendam.  No obstante, se situó de manera ambivalente en el centro de la Revolución Científica, cuando citaba tanto las opiniones de Galileo sobre la superficie de la luna como también hablaba de los sabios antiguos, como Posidonio y Cleómedes.
Biancani  Constructio instrumenti anuncio horologia solaria trata de como construir un reloj solar perfecto, con ilustraciones de acompañamiento.
Bernhardus Varenius basó mucho de su trabajo geográfico en las ideas de Biancani.

### Publicaciones
- Sphaera mundi, seu Cosmographia demonstrativa (en latín). Modena: Andrea Cassiani & Girolamo Cassiani. 1653.

## Reconocimientos
- El cráter lunar Blancanus lleva este nombre en su honor.[3]